# Sistierung (Vertragsrecht)
Die Sistierung ist der „vom Auftraggeber formell geforderte Stillstand in der Auftrags- bzw. Projektabwicklung, bei dem zunächst offenbleibt, ob der Auftrag bzw. das Projekt weitergeführt wird“ (DIN 69901). Das Recht auf Sistierung und die dadurch ausgelösten Vorgänge (Abrechnung, Konventionalstrafen usw.) sollte im Vertrag detailliert geregelt sein. Die Sistierung eines Projekts/Auftrages erfolgt normalerweise, wenn vereinbarte Leistungen nicht erfüllt werden können (z. B. Zahlung einer Rate). Die Sistierung ist kein Projektabbruch. Nach der Sistierung kann das Projekt/der Auftrag weitergeführt oder abgebrochen werden.